# 中央情報局副長官
中央情報局副長官（ちゅうおうじょうほうきょくふくちょうかん、CIA副長官、Deputy Director of the Central Intelligence Agency (DD/CIA)）は、アメリカ合衆国連邦政府の法定の役職（合衆国法典第50編第3037条 50 U.S.C. § 3037）であり、中央情報局(CIA)の2番目の役職である。中央情報局長官(D/CIA)を補佐し、D/CIAが不在または職務不可能となったときに、その権限を代行する。DD/CIAはD/CIAと同様に大統領により任命されるが、上院の承認は必要ない。現職は、2025年2月10日から務めるマイケル・エリスである。
本項目では、その前身の中央情報副長官についても説明する。

## 歴史
中央情報局副長官の前身は、中央情報長官(DCI)の副官の中央情報副長官（ちゅうおうじょうほうふくちょうかん、Deputy Directors of Central Intelligence (DDCI)）である。その初代はキングマン・ダグラスで、1946年にDCIにより任命された。1953年4月、連邦議会により国家安全保障法が改正され、DDCIは上院の承認に基づいて大統領が任命することとなった。また、長官と副長官の両方が軍人であってはならないと規定された。
2004年の情報改革とテロ予防法によりDDCIは廃止された。DDCIの職務のうちインテリジェンス・コミュニティ全体の統括に関するものは、国家情報長官(DNI)の副官である国家情報副長官(DDNI)に移管された。DD/CIAの役職は、初代D/CIAとなったポーター・J・ゴスによって法律に基づかずに創設され、2010年に法定の役職となった。

## 歴代

### 中央情報副長官
| 氏名 | 氏名                                 | 任期                           | 大統領                                         |
| ---- | ------------------------------------ | ------------------------------ | ---------------------------------------------- |
|      | キングマン・ダグラス                 | 1946年3月2日 - 1946年7月11日   | ハリー・S・トルーマン                          |
| 空位 | 空位                                 | 1946年7月11日 - 1947年1月20日  | ハリー・S・トルーマン                          |
|      | エドウィン・ケネディ・ライト         | 1947年1月20日 - 1949年3月9日   | ハリー・S・トルーマン                          |
| 空位 | 空位                                 | 1949年3月10日 - 1950年10月7日  | ハリー・S・トルーマン                          |
|      | ウィリアム・ハーディング・ジャクソン | 1950年10月7日 - 1951年8月3日   | ハリー・S・トルーマン                          |
|      | アレン・ウェルシュ・ダレス           | 1951年8月23日 - 1953年2月26日  | ハリー・S・トルーマン ドワイト・アイゼンハワー |
|      | チャールズ・P・カベル                | 1953年4月23日 - 1962年1月31日  | ドワイト・アイゼンハワー ジョン・F・ケネディ   |
|      | マーシャル・カーター                 | 1962年4月3日 - 1965年4月28日   | ジョン・F・ケネディ リンドン・ジョンソン       |
|      | リチャード・ヘルムズ                 | 1965年4月28日 – 1966年6月30日  | リンドン・ジョンソン                           |
|      | ルーファス・テイラー                 | 1966年10月13日 - 1969年2月1日  | リンドン・ジョンソン リチャード・ニクソン      |
|      | ロバート・E・クッシュマン・ジュニア  | 1969年5月7日 - 1971年12月31日  | リチャード・ニクソン                           |
|      | ヴァーノン・ウォルターズ             | 1972年5月2日 - 1976年7月2日    | リチャード・ニクソン ジェラルド・フォード      |
|      | E・ヘンリー・ノキ                    | 1976年7月7日 - 1977年8月1日    | ジェラルド・フォード ジミー・カーター          |
|      | ジョン・F・ブレイク                  | 1977年8月 - 1978年2月          | ジミー・カーター                               |
|      | フランク・カールッチ                 | 1978年2月10日 - 1981年2月5日   | ジミー・カーター ロナルド・レーガン            |
|      | ボビー・レイ・インマン               | 1981年2月12日 - 1982年6月10日  | ロナルド・レーガン                             |
|      | ジョン・N・マクマホン                | 1982年6月10日 - 1986年3月29日  | ロナルド・レーガン                             |
|      | ロバート・ゲーツ                     | 1986年4月18日 - 1989年3月20日  | ロナルド・レーガン ジョージ・H・W・ブッシュ    |
|      | リチャード・ジェームズ・カー         | 1989年3月20日 - 1992年3月2日   | ジョージ・H・W・ブッシュ                       |
|      | ウィリアム・O・ステューデマン        | 1992年4月9日 - 1995年7月3日    | ジョージ・H・W・ブッシュ ビル・クリントン      |
|      | ジョージ・J・テネット                | 1995年7月3日 - 1997年7月11日   | ビル・クリントン                               |
|      | ジョン・A・ゴードン                  | 1997年10月31日 - 2000年6月29日 | ビル・クリントン                               |
|      | ジョン・E・マクフラリン              | 2000年10月19日 - 2004年12月3日 | ビル・クリントン ジョージ・W・ブッシュ         |

### 中央情報局副長官
| 氏名 | 氏名                      | 任期                          | 大統領                               |
| ---- | ------------------------- | ----------------------------- | ------------------------------------ |
| 空位 | 空位                      | 2004年12月3日 - 2005年7月15日 | ジョージ・W・ブッシュ                |
|      | アルバート・カーランド    | 2005年7月15日 - 2006年7月23日 | ジョージ・W・ブッシュ                |
|      | スティーヴン・カペス      | 2006年7月24日 - 2010年5月5日  | ジョージ・W・ブッシュ バラク・オバマ |
|      | マイケル・モレル          | 2010年5月7日 - 2013年8月9日   | バラク・オバマ                       |
|      | アヴリル・ヘインズ        | 2013年8月9日 - 2015年1月10日  | バラク・オバマ                       |
|      | デイヴィッド・S・コーエン | 2015年2月9日 - 2017年1月20日  | バラク・オバマ                       |
|      | ジーナ・ハスペル          | 2017年2月2日 - 2018年5月21日  | ドナルド・トランプ                   |
| 空位 | 空位                      | 2018年5月21日 - 2018年8月1日  | ドナルド・トランプ                   |
|      | ヴォーン・ビショップ      | 2018年8月1日 - 2021年1月20日  | ドナルド・トランプ                   |
|      | デイヴィッド・S・コーエン | 2021年1月20日 - 2025年1月20日 | ジョー・バイデン                     |
|      | マイケル・エリス          | 2025年2月10日 -               | ドナルド・トランプ                   |